# Michał Fryderyk Czartoryski
Michał Fryderyk Czartoryski, né le 26 avril 1696 à Varsovie et mort le 13 août 1775 dans la même ville, est un aristocrate polonais de la famille Czartoryski, prince de Klevan et de Żuków Stary, grand chancelier de Lituanie à partir de 1752, fondateur et chef de la faction politique de la Familia. 
Cette faction avait pour objectif une réforme des institutions de la république des Deux Nations (royaume de Pologne et grand-duché de Lituanie) afin de créer un État plus efficace ; elle était aussi favorable à une alliance avec la Russie, dans la mesure où selon elle la principale menace pour la Pologne se trouvait en Prusse. 

## Biographie

### Origines familiales et formation
La famille Czartoryski est une famille noble du grand-duché de Lituanie, devenue une des très grandes familles de la République au début du XVIIIe siècle.
Michal Fryderyk est le second enfant et le fils aîné de Kazimierz Czartoryski et d'Izabela Elżbieta Morsztyn. Sa sœur aînée, Constance (née en 1695), sera la mère du dernier roi de Pologne, Stanislas II Auguste (à la naissance, Stanislas Antoine Poniatowski). Ses deux frères sont Auguste (né en 1697), grand-père d'Adam Jerzy Czartoryski (1770-1861), et Théodore (né en 1704).
Il passe son enfance en Volhynie et en Prusse et reçoit une éducation poussée. 
En 1714, il part avec son frère Auguste et un professeur pour la France, puis pour l'Italie (Florence, Rome).

### Activités politiques sous Auguste II
De retour en Pologne, il est présent à la cour d'Auguste II, et proche du maréchal et principal ministre Jakob Heinrich von Flemming. 
Il est député de Volhynie à la diète de 1719-1720 et de la voïvodie de Troki à celle de 1722.
De 1722 à 1724, il est castellan de Wilno (actuelle Vilnius), ce qui lui donne la 6ème place dans l'ordre de préséance du Sénat, puis, succédant à son père, devient vice-chancelier de Lituanie en 1724 (avec les grands chanceliers Michał Serwacy Wiśniowiecki jusqu'en 1735 et Jan Fryderyk Sapieha de 1735 à 1752).

### Les débuts du règne d'Auguste III (1733-1736) et la Familia
En 1733, il souscrit à l'élection de Stanislas Leszczynski (candidat de la France, opposé au fils d'Auguste II, soutenu par la Russie et par l'Autriche). Après la défaite de Stanislas et à la suite de son renoncement formel au trône de Pologne en 1736, alors qu'il est réfugié à Königsberg, il agit en faveur d'un ralliement à Auguste III (roi de 1733 à 1763). 
Il réoriente alors le point de vue géopolitique de la famille Czartoryski de la France vers la Russie, considérant que le danger principal pour la Pologne vient de la Prusse et que seule la Russie peut contrebalancer l'expansionnisme prussien. Par ailleurs, il estime nécessaires des réformes des institutions politiques de la république des Deux Nations, notamment la fin du liberum veto. Les familles qui adhèrent au point de vue de Czartoryski (les Zamoyski, les Poniatowski) forment une faction qui va être désignée par le mot « Familia » (en polonais : Familia).

### Activités ultérieures
En 1752, il devient grand chancelier de Lituanie.

## Généalogie

### Mariage et descendance
Le 30 octobre 1726, Michał Fryderyk Czartoryski épouse à Prague Elenora Monika Waldstein. Ils auront quatre enfants :
- Antonina (en) (1728-1746), épouse de Georg Detlev von Flemming
- Konstancja (1729-1749), seconde épouse de Georg Detlev von Flemming
- Józefa Aleksandra (pl) (1730-1798)
- Antoni (1732-1753)